# VEB Steinkohlenwerk Freital
Das Steinkohlenwerk Freital war ein volkseigener Bergbaubetrieb auf Steinkohle mit Sitz in Freital in Sachsen. Er übernahm am 18. September 1945 die beiden noch in Förderung stehenden Schächte im Revier links der Weißeritz, die bislang zur Aktiengesellschaft Sächsische Werke gehört hatten. Bis zur völligen Erschöpfung der Vorräte baute das Werk bis 1959 im Revier links der Weißeritz und bis 1967 im Revier rechts der Weißeritz die letzten zur Energieerzeugung nutzbaren Steinkohlen im Döhlener Becken ab. Zum 1. Januar 1968 wurde der Betrieb an die SDAG Wismut übertragen.

## Geschichte
Am 18. September 1945 fasste die sächsische Regierung den Beschluss, die beiden noch fördernden Schächte der Aktiengesellschaft Sächsische Werke (ASW) im Revier links der Weißeritz unter der Bezeichnung „Steinkohlenwerk Freital“ in Landeseigentum zu überführen. Am 6. Januar 1946 wurde die Sächsische Steinkohlenwerke GmbH gegründet. Am 1. Juli 1946 wurde die Industrieverwaltung I, Steinkohle Zwickau gegründet, die die Aufgaben der Sächsische Steinkohlenwerke GmbH übernahm. Das Steinkohlenwerk Freital wurde als Zweigbetrieb geführt. Am 1. November 1946 übernahm das Steinkohlenwerk Freital das seit August 1945 in Betrieb befindliche Untere Revier. Im Januar 1947 wurde mit dem SMAD Befehl 323 die Industrieverwaltung I in die Direktion der Brennstoffindustrie des Landes Sachsen, Verwaltung Zwickau umgewandelt. Schon am 18. April erfolgte auf Grund eines Beschlusses der Landesregierung Sachsen erneut eine Umwandlung in die Verwaltung der Kohlenindustrie Sachsen mit Sitz in Borna. Die Verwaltung der Steinkohlenwerke hatte ihren Sitz in Zwickau. Am 1. Juli 1948 erfolgte die Bildung der VVB (Z) Steinkohle Zwickau. Im Zuge dieser Gründung wurde der VEB Steinkohlenwerk Freital gegründet und der Vereinigung Volkseigener Betriebe (VVB) zugeordnet.
In den ersten 10 Jahren stand man vor der schweren Aufgabe, die schlechte Versorgung mit Kohle zu verbessern. Zur Verfügung standen nur noch Rest- und Splitterflächen im gesamten Döhlener Becken. Die Suche in der Kohlsdorf-Pesterwitzer Nebenmulde wurde 1947 mit negativen Ergebnis eingestellt. 1952 wurde der Betrieb im Feldesteil Niederhermsdorf wegen Erschöpfung der Vorräte eingestellt. Im Unteren Revier, das zwischen 1947 und 1949 an die Wismut AG verpachtet war, wurde 1953 der Bergbau wegen Erschöpfung der Vorräte eingestellt. Um im Revier der Burgker Werke verbliebene Restkohlepfeiler abzubauen, wurde im Jahr 1950 in Gittersee mit der Teufe von 2 neuen Schächten begonnen. Zwischen 1952 und 1955 übernahm die Wismut AG das Revier. Im Jahr 1956 übernahm der VEB Steinkohlenwerk Freital die Reviere Heidenschanze und Gittersee von der SDAG Wismut. Am 28. August 1958 wurde das Werk in VEB Steinkohlenwerk „Willi Agatz“ umbenannt. Im Jahr 1959 wurde der Königin-Carola-Schacht (Paul-Berndt-Grube) in Döhlen und der Oppelschacht 3 (Arthur-Teuchert-Schacht) in Zauckerode wegen Erschöpfung der Vorräte stillgelegt. Nachdem 1957 mit der Aufwältigung des Marienschachtes im Marienschachtfeld begonnen wurde, konnte 1960 die erste Kohle geliefert werden. 1962 wurden die letzten Baue in den Terrassen des Roten Ochsen, die teilweise zum Baufeld Heidenschanze gerechnet wurden abgeworfen. Ab dem 1. April 1963 wurde neben Energie- auch Erzkohle im Rahmen eines Vertrages mit der SDAG Wismut gewonnen. Am 11. November 1967 wurde der Abbau von Energiekohlen wegen Erschöpfung der Vorräte endgültig eingestellt. Am 1. Januar übernahm die SDAG Wismut alle Anlagen und förderte unter der Bezeichnung Bergbaubetrieb „Willi Agatz“ bis 1989 Erzkohle in den Revieren Gittersee und Bannewitz.

### Schächte, Schürfe, und Tagesstrecken
| Revier                            | Revierinterne Nummer                         | Rasensohle m NN | angeschlagene Sohlen        | Gesamtteufe in m | Lage |
| --------------------------------- | -------------------------------------------- | --------------- | --------------------------- | ---------------- | ---- |
| Kohlsdorf-Pesterwitzer Nebenmulde | Schurfschacht 1                              | +207,60         | 1.                          | 12,50            | Lage |
| Kohlsdorf-Pesterwitzer Nebenmulde | Schurf 2 (Stolln)                            | +200,00         |                             |                  | Lage |
| Kohlsdorf-Pesterwitzer Nebenmulde | Schurfschacht 3                              | +244,00         | 1.                          | 9,10             | Lage |
| Niederhermsdorf                   | Lichtloch 21                                 | +233,40         | Tiefer Weißeritzstolln      | 78,54            | Lage |
| Niederhermsdorf                   | Georgschacht (Wetterschacht)                 | +234,61         | Tiefer Weißeritzstolln      | 74,60            | Lage |
| Zauckerode                        | Oppelschacht 1 (Blindschacht)                | +109,52         | Tiefer Elbstolln 2., 3., 5. | 137,57           | Lage |
| Zauckerode                        | Oppelschacht 2 (Wetterschacht)               | +190,43         | Tiefer Elbstolln            | 84,40            | Lage |
| Zauckerode                        | Oppelschacht 3 (Arthur-Teuchert-Schacht)     | +188,76         | Tiefer Weißeritzstolln 1.   | 105,00           | Lage |
| Döhlen                            | Königin-Carola-Schacht 1 (Paul-Berndt-Grube) | +213,86         | 6., 8., 10., 13.            | 414,80           | Lage |
| Döhlen                            | Königin-Carola-Schacht 2 (Wetterschacht)     | +213,86         |                             | 167,98           | Lage |
| Döhlen                            | Königin-Carola-Schacht 3 (Wetterschacht)     | +213,86         |                             | 80,00            | Lage |
| Döhlen                            | Mehnerschacht (Wetterschacht)                | +178,76         |                             | 36,80            | Lage |
| Unteres Revier                    | Schacht 1                                    | +190,60         | Burgker Weißeritzstolln     | 26,20            | Lage |
| Unteres Revier                    | Schacht 2                                    | +179,42         | 1.                          | 90,80            | Lage |
| Unteres Revier                    | Schacht 3                                    | +210,80         |                             | 18,40            | Lage |
| Unteres Revier                    | Schacht 4                                    | +164,31         |                             | 6,89             | Lage |
| Unteres Revier                    | Bremsberg 203                                | +206,03         |                             | 60,00            | Lage |
| Unteres Revier                    | Tagesstrecke 211                             | +192,80         |                             | 2,90             | Lage |
| Unteres Revier                    | Tagesstrecke Unteres Revier                  | +190,00         |                             |                  | Lage |
| Unteres Revier                    | Tagesstrecke Oberes Revier                   | +192,00         |                             |                  | Lage |
| Heidenschanze                     | Schacht 4                                    | +183,35         | 5 ½., 7.                    | 192,30           | Lage |
| Heidenschanze                     | Schacht 8                                    | +200,38         | 4., 5., 7., 8., 9.          | 269,34           | Lage |
| Heidenschanze                     | Schurf 60                                    | +187,02         | 2.                          | 43,30            | Lage |
| Heidenschanze                     | Wetterschurf                                 | +199,75         | 2.                          | 45,47            | Lage |
| Heidenschanze                     | Fallort 300                                  | +181,42         | 4.                          | 55,87            | Lage |
| Heidenschanze                     | Fallort 350                                  | +192,60         | 2.                          | 45,00            | Lage |
| Gittersee                         | Schacht 1                                    | +273,28         | 1., 2., 3.                  | 545,90           | Lage |
| Gittersee                         | Schacht 2                                    | +273,38         | 1., 2.                      | 231,60           | Lage |
| Gittersee                         | Schacht 3                                    | +250,74         | 1., 2.                      | 165,72           | Lage |
| Gittersee                         | Schacht 5 (Tagesstrecke)                     | +215,30         |                             | 54,60            | Lage |
| Gittersee                         | Meiselschacht (Blindschacht)                 | +88,40          | 1.                          | 183,60           | Lage |
| Bannewitz                         | Marienschacht                                | +307,80         | 1., 3.                      | 550,50           | Lage |

## Technische Ausstattung und Haldenwirtschaft

### Schächte und Fördermaschinen
Die Schachtkonstruktionen der zwischen 1945 und 1953 geteuften Schächte waren einfache Holzfördergerüste. Das betraf im Unteren Revier die Schächte 1 und 2, im Revier Heidenschanze die Schächte 4 und 8 sowie den Schurf 60, im Revier Gittersee den Schacht 3 und im Revier Döhlen den Oppelschacht 3. Über die eingesetzten Fördermaschinen ist nichts bekannt.

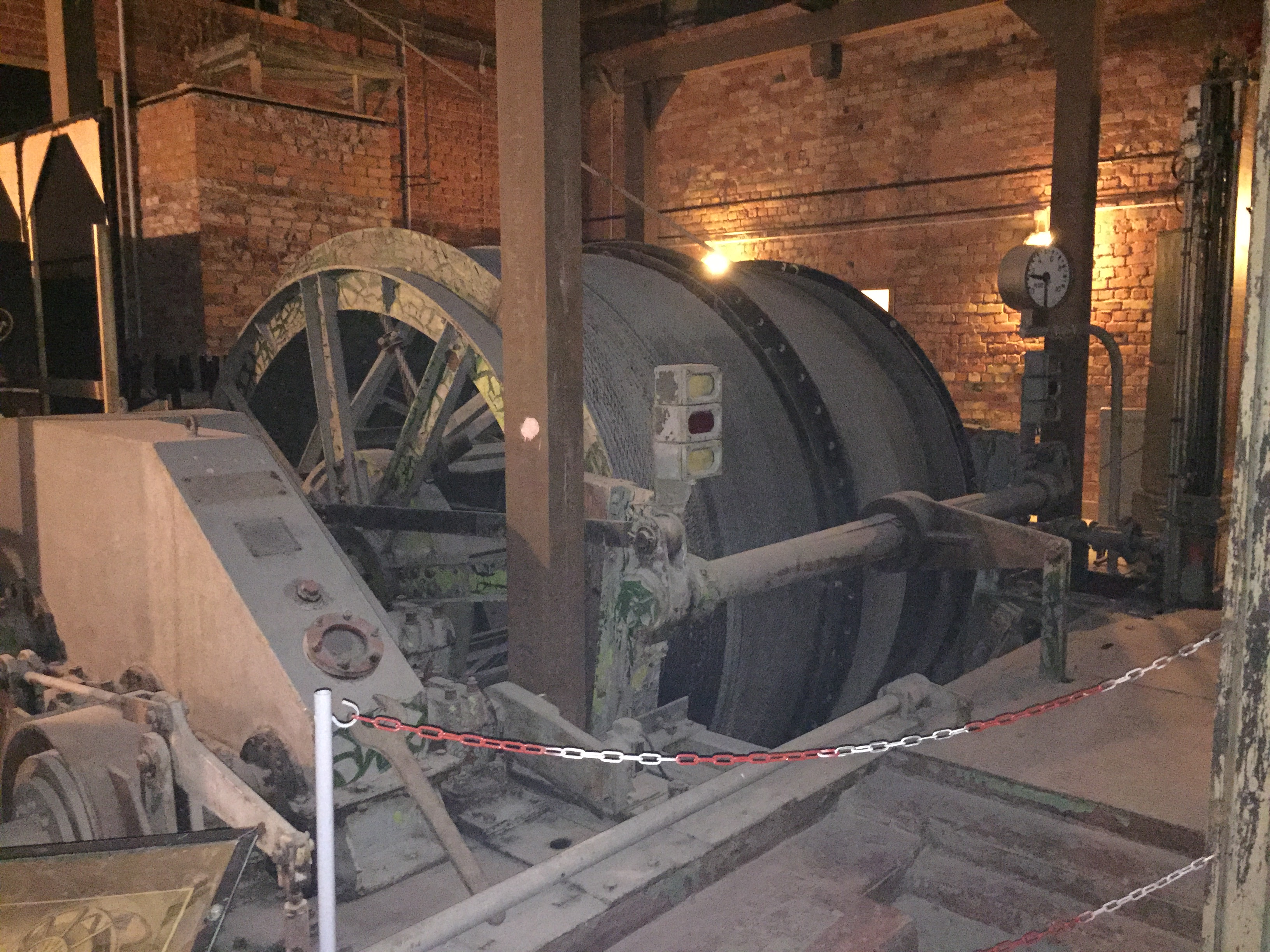
Trommelfördermaschine Marienschacht

Das Lichtloch 21 hatte einen Förderturm in Gemischtbauweise aus Holz- und Eisenteilen. Die Fördermaschine stammte vom 1934 stillgelegten Blindschacht im Feld des Königin-Carola-Schachtes. Es war eine Trommelfördermaschine mit einem Trommeldurchmesser von 2500 mm. Gefördert wurde mit einem doppeletagigen Fördergestell mit je einem Hunt auf der Etage.
Der Königin-Carola-Schacht I hatte ein gemauertes Schachtgebäude. Als Fördermaschine stand die von der Wilhelmshütte Sprottau 1874 gelieferten Dampffördermaschine in Reserve. Der Schacht II wurde 1914 umgebaut und erhielt ein Strebgerüst und wurde mit einer Trommelfördermaschine mit einem Trommeldurchmesser von 4000 mm ausgerüstet. Nach dem Schachtbruch im Jahr 1938 wurde mit der Maschine die Förderung im Schacht I betrieben. Gefördert wurde mit doppeletagigen Fördergestellen mit je einem Hunt auf der Etage.

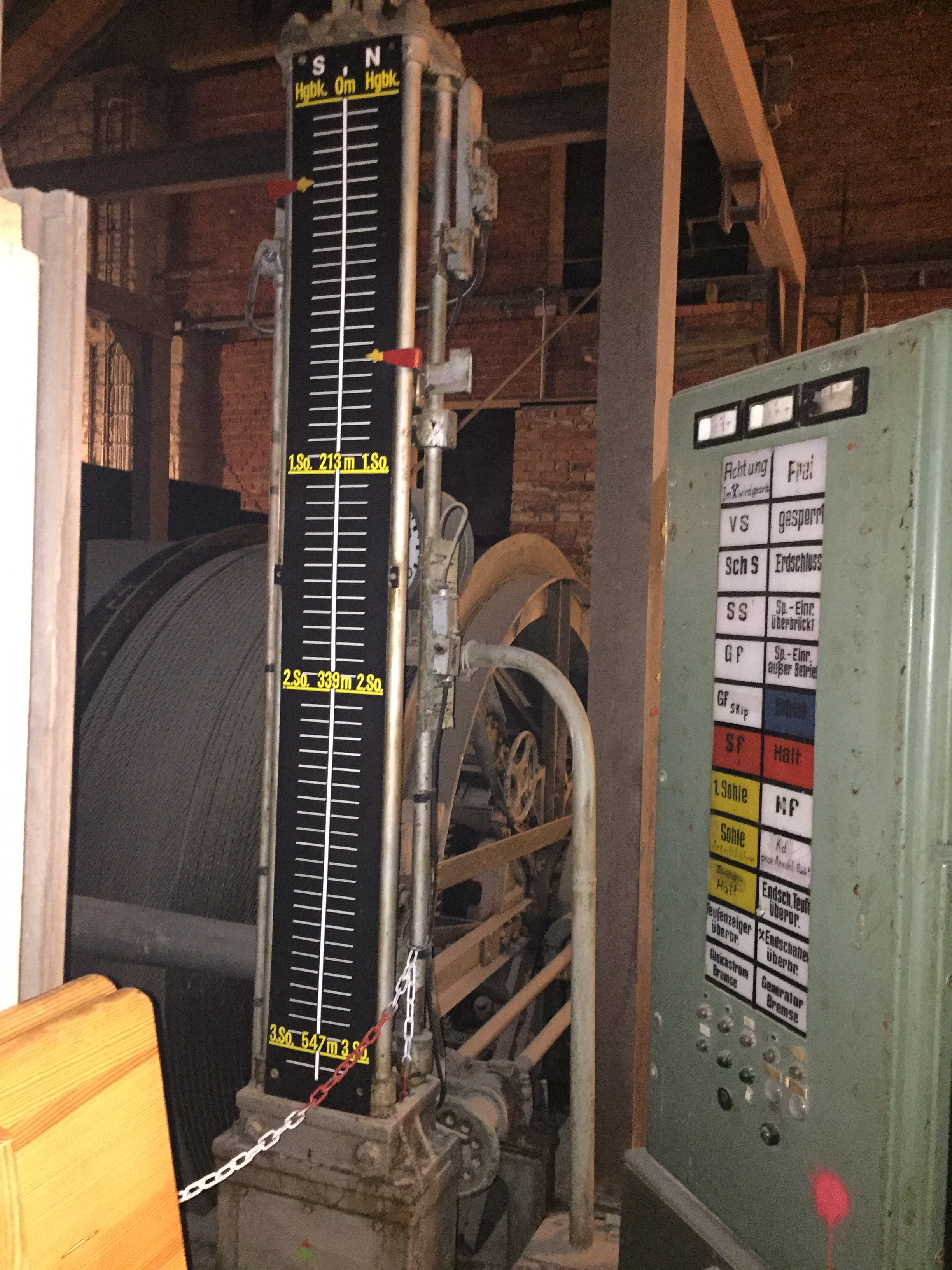
Teufenanzeiger Marienschacht

Der Schacht 1 in Gittersee hatte ein Strebgerüst gebaut vom VEB Stahl- und Brückenbau Ruhland und förderte mit einer Trommelfördermaschine des VEB Nobas Nordhausen mit einem Trommeldurchmesser von 3000 mm. Gefördert wurde mit doppeletagigen Fördergestellen mit je einem Hunt auf der Etage. 1958 wurde der Schacht komplett umgebaut. Er erhielt ein Vollwandgerüst des VEB Stahlbau Plauen und eine Trommelfördermaschine des VEB Nobas Nordhausen mit einem Trommeldurchmesser von 4150 mm. Gefördert wurde mit vieretagigen Fördergestellen mit je einem Hunt auf der Etage.
Der Schacht 2 in Gittersee hatte ein Strebgerüst gebaut vom VEB Stahl- und Brückenbau Ruhland und förderte mit einer Trommelfördermaschine des VEB Nobas Nordhausen mit einer Trommeldurchmesser von 3000 mm. Gefördert wurde mit doppeletagigen Fördergestellen mit je einem Hunt auf der Etage.
Der Schacht 3 in Freital-Burgk hatte ein Holzfördergerüst und förderte mit einer Trommelfördermaschine FW 13 mit einem Trommeldurchmesser von 1340 mm. Gefördert wurde mit einetagigen Fördergestellen mit einem Hunt auf der Etage. 1965 wurde der Schacht rekonstruiert und erhielt ein Strebgerüst.
Der ab 1886 geteufte Marienschacht hat den letzten in Deutschland errichteten Malakow-Turm als Schachtgebäude. Nach der Stilllegung des Schachtes im Jahr 1930 wurden alle Anlagen ausgebaut. Mit der 1957 begonnenen Aufwältigung wurde der Schacht mit der Fördermaschine des Schachtes 1 Gittersee ausgerüstet. Gefördert wurde mit einetagigen Fördergestellen mit einem Hunt auf der Etage. Im Nordtrum des Schachtes war die Containerförderung eingerichtet.

### Horizontale Fördermittel
Im Lichtloch 21 im Revier Niederhermsdorf wurde ab Mai 1943 auf der 2. Hauptstrecke eine Akkulok eingesetzt. Es war die erste Akkulok im Döhlener Revier. Geliefert wurde sie von Siemens & Schuckert. Die Spurweite betrug 560 mm. Die Batteriespannung betrug 60 V und die Stundenleistung 4,5 kW. Sie wog mit Akku 2,6 t und erreichte eine Geschwindigkeit von 4,7 km/h. Sie war nicht Schlagwetter geschützt. Die Streckenlänge betrug 400 m.
Im Revier Zauckerode, im Oppelschacht 3 wurde ab 1952 die Akkulok vom Lichtloch 21 auf der V. Hauptstrecke eingesetzt. Neben dieser Lok kam auch eine EGS Karlik zum Einsatz. Die Streckenlänge betrug 720 m.
Im Revier Zauckerode kamen ab 1915 Oberleitungsloks von Siemens & Schuckert zum Einsatz. Bis 1933 wurden 8 Loks gekauft. Diese waren 1945 noch alle im Einsatz. In den nächsten Jahren wurden 5 Loks abgegeben. 1959 waren nur noch eine Lok des Baujahres 1915 und die Loks der Baujahre 1925 und 1928 vorhanden. Zum Einsatz kamen sie nur auf der XIII. Hauptstrecke auf einer Länge von ca. 2000 m. Die Leistung der ersten 5 Loks betrug 26 kW bei einer Spannung von 250 V. Die letzten 3 Loks verfügten über eine Leistung von 37 kW bei einer Spannung von 250 V. Die Spurweite aller Loks betrug 560 mm. Die Länge der Loks der Baujahre 1925 und 1928 betrug 4.320 mm und das Dienstgewicht 6,8 t. Neben dem Endführerstand verfügten diese Loks am anderen Ende über einen Mitfahrerplatz. Die Lok des Baujahres 1915 war mit einer Länge von 4.050 mm und einem Dienstgewicht von 5 t etwas kleiner. Sie besaß auch nur einen Endführerstand.
Im Unteren Revier kamen keine Loks zum Einsatz. Der Streckentransport wurde mit Hunten im Handbetrieb abgewickelt. Die Spurweite betrug 560 mm.

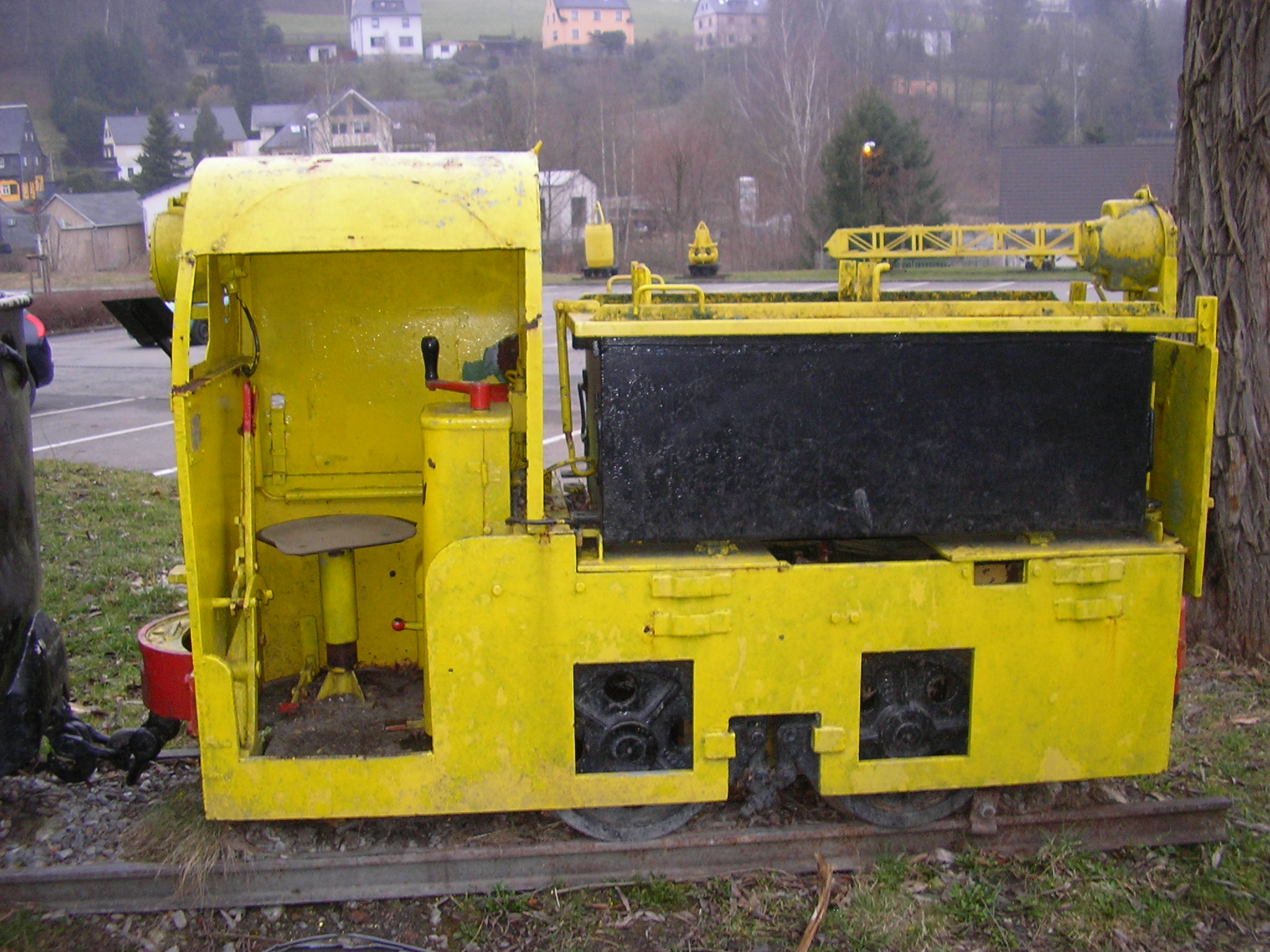
BBA Metallist am Besucherbergwerk Markus Semmler in Bad Schlema

Im Revier Heidenschanze fand vom Schacht 8 aus auf der 5. und der 7. Sohle Lokbetrieb statt. Eingesetzt wurden zwei Akkuloks EGS Karlik und eine Akkulok Metallist. Die Spurweite betrug 560 mm.

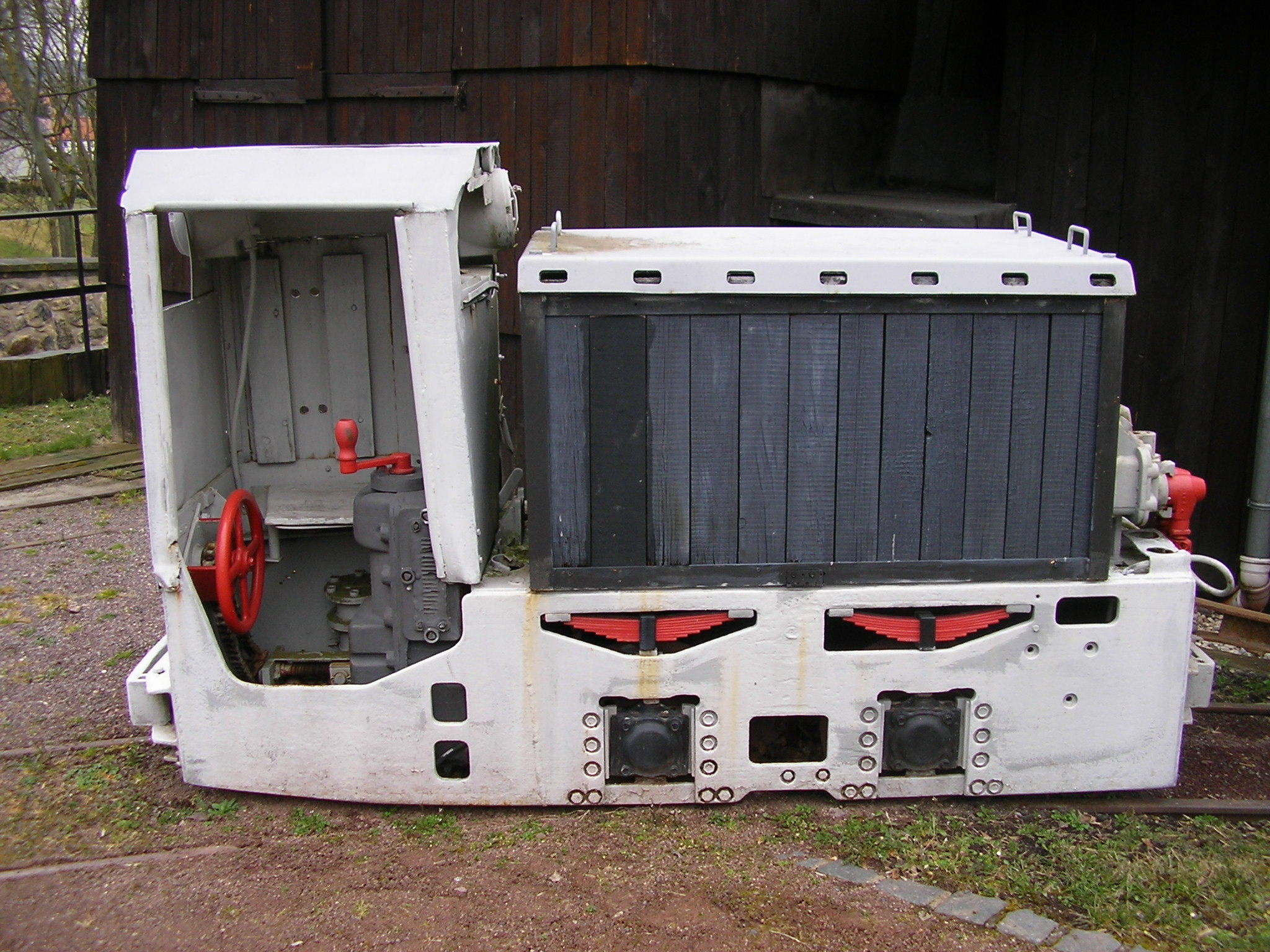
LEW EL 9 des Steinkohlenwerkes Willi Agatz mit der Nr. 10851 im Schloss Burgk – Haus der Heimat Freital

Im Revier Gittersee wurden ab 1955 auf der 1. und 2. Sohle 6 Akkuloks Metallist eingesetzt. Zum Einsatz kamen sie nur in den schlagwetterfreien Bereichen. Die Spurweite betrug im gesamten Grubenfeld 600 mm. In den Schlagwetterbereichen wurden 3 EGS Karlik eingesetzt. Im Verbindungsquerschlag 12 zum Marienschacht kamen ab 1961 die 3 Siemensloks vom Revier Döhlen zum Einsatz. Um einsatzfähig zu sein, wurden sie in der Werkstatt am Marienschacht einer Generalreparatur unterzogen und von 560 mm auf 600 mm umgespurt. Im gesamten Grubenfeld Gittersee/Bannewitz wurden ab 1963 fünf Akkuloks EL 9 der Baujahre 1956/57 aus dem Kombinat Espenhain eingesetzt. Sie konnten nur in schlagwetterfreien Bereichen eingesetzt werden. Um Akkuloks im gesamten Grubenfeld einsetzen zu können, wurden vier schlagwettergeschützte EL 9 gekauft. 1964 wurde die Nr. 10569 geliefert und im Querschlag 17 eingesetzt. Im Jahr 1965 wurden die Nummern 10851, 10852 und 10853 geliefert.
Zum Transport der Kohle und auch der Berge wurden im ehemaligen Revier des Königlichen Steinkohlenwerkes Zauckerode genietete Kastenhunte mit einem Volumen von 0,45 m³ eingesetzt. Im Unteren Revier und im Revier Heidenschanze kam ein Sammelsurium von Rundbodenhunten, genietet und geschweißt mit Fassungsvermögen von 0,5 bis 0,6 m³ zum Einsatz. Der Anfangsbestand stammt noch von den Burgker Werken. In den Revieren Gittersee und Bannewitz wurden geschweißte Rundbodenhunte der VEB Förderwagenbau Vetschau mit einem Fassungsvermögen von 0,6 m³ eingesetzt. Der Transport der Kohle aus dem Streb wurde mit Schüttelrutschen realisiert. Zur Förderung zwischen den einzelnen Sohlen wurden in Zauckerode Kettenberge genutzt. In den Revieren rechts der Weißeritz wurde die Förderung zwischen den Sohlen mit Haspelbergen betrieben.

### Wetterwirtschaft
Die Wetterführung in den Revieren links der Weißeritz war saugend ausgerichtet. Auf dem Oppelwetterschacht stand ein Zentrifugallüfter mit einer Leistung von 1000 m³ Luft pro Minute. Die einziehenden Schächte waren im Grubenfeld Niederhermsdorf das Lichtloch 21 und der Georgschacht. Im Grubenfeld Zauckerode zogen die Wetter über den Elbstolln, dem Mehnerschacht und zum Teil über den Königin-Carola-Schacht ein. Mit dem beginnenden Aufschluss des Kaiserschachtfeldes reichte der Lüfter nicht mehr aus und im Juli 1953 wurden zwei zweistufige Axiallüfter sowjetischer Bauart mit einem Durchmesser von 1,40 m und einer Leistung von je 700 m³/min hintereinander installiert. Die Wettermenge stieg damit auf 2400 m³/min. Der alte Lüfter wurde allerdings nur in Reserve gehalten.
Im Königin-Carola-Wetterschacht wurde 1923 ein Ventilator von Siemens & Schuckert mit einer Leistung von 1800 m³/min eingebaut. 1926 wurde zusätzlich ein Pelzer-Ventilator einer Leistung von 1250 m³/min eingebaut. Der Pelzer-Ventilator wurde nur in Reserve gehalten. Ab 1953 wurde er zur Vergrößerung der Wettermenge dauerhaft in Betrieb genommen. Einziehend war der Königin-Carola-Schacht I.
Über die Bewetterung des Unteren Reviers ist nichts bekannt.
Bei der Übernahme des Reviers Heidenschanze waren der F 300 mit 236 m³/min und der Schacht 4 mit 296 m³/min ausziehend. Die Frischwetter zogen über den Schacht 8 mit 214 m³/min und den Schurf 60 mit 267 m³/min ein. Mit dem Anschluss des Feldes an das Revier Gittersee blieb nur der Schacht 4 als ausziehender Schacht für die Abbaufelder im Roten Ochsen bis zu den Schächten 1 und 2 bis zum Jahr 1962 in Betrieb.
Im Baufeld Gittersee gab es 2 Wetterkreisläufe. Im Revier des Schachtes 3 war der Schacht 5 ausziehender Schacht. Die Frischwetter zogen über den Schacht 3 ein. Im Zentralrevier Gittersee war Schacht 1 der Frischwetterschacht und Schacht 2 der Abwetterschacht. Nach dem Anschluss des Schachtes 3 an das Revier Gittersee im Jahr 1961 fungierten die Schächte 1 und 2 als einziehende Schächte und der Schacht 3 als Abwetterschacht. Der Schacht 5 wurde abgeworfen. Nach der Anbindung des Marienschachtfeldes wurde der Marienschacht als ausziehender Schacht genutzt. Die Wettermenge lag hier bei 1.800 m³/min. Im Schacht 3 waren es zu diesem Zeitpunkt 1.600 m³/min.
Die Daten der verwendeten Lüfter in den Revieren Heidenschanze, Gittersee und Bannewitz sind nicht bekannt.

### Haldenwirtschaft
Die bei Streckenauffahrung|Vortrieb, Ausrichtung und Abbau anfallenden Bergemassen wurden an einzelnen Schächten aufgehaldet. An den Schächten 1 Unteres Revier, 3 Gittersee, 8 Heidenschanze und dem Schurf 60 Heidenschanze wurden Terrakonikhalden angelegt. An den Schürfen 1 und 2 in der Kohlsdorf-Pesterwitzer Nebenmulde, am Schacht 2 Unteres Revier und an den Schächten 1 und 2 in Gittersee wurden flache Halden geschüttet. Die Flachhalde am Marienschacht stammt aus der Zeit vor 1930. An den Königin-Carola-Schächten wurden die Bergemassen mit einer 1924 von der Firma Adolf Bleichert & Co. aus Schkeuditz errichteten Seilbahn aufgehaldet. An den anderen in Betrieb gewesenen Schächten und Tagesstrecken existieren keine Halden.

## Geologie
Das Döhlener Becken ist eine parallel zur NW-SO verlaufenden Elbtalzone liegende Senke. Die Längserstreckung beträgt 25 km und die Breite 7 km. Die Beckenfüllung wird in vier Formationen unterteilt. Die älteste Formation ist die Unkersdorf-Formation. Für den Bergbau war die darauf folgende Döhlen-Formation entscheidend. Die im Sakmarium des Unterrotliegenden entstandene bis zu 120 m mächtige Döhlen-Formation erstreckt sich auf einer Länge von 15 km und einer Breite von 3,5 km. Sie gliedert sich in die Hauptmulde und die südlich davon liegende Hainsberg-Quohrener Nebenmulde. Nachdem man links der Weißeritz, entgegen den Erwartungen, im Bereich des König-Georg-Schachtes auch in diesem Muldenteil bauwürdige Kohlen erschlossen hatte, ging man davon aus, dass auch in dem rechts der Weißeritz über Obernaundorf, Börnchen bis Quohren sich hinziehenden Muldenteil bauwürdige Kohlen vorhanden sein müssen. In einem Gutachten vom 20. Juni 1935 rechnete der Geologe Kurt Pietzsch mit einer Fläche von 3,1 km², einer Flözmächtigkeit von 3–5 m und einem Lagerstätteninhalt von 12.400.000 t Kohle. Die daraufhin niedergebrachten Bohrungen trafen aber nur flözleeres Gebirge an.
Das tektonisch stark beanspruchte Becken wird von mehreren längs der Beckenrichtung streichende Verwerfungen durchzogen. Im „Roten Ochsen“, der Hauptverwerfung des Beckens, treten Sprunghöhen bis 360 m auf. Die südlich davon streichenden Beckerschachtverwerfung gliedert sich in zwei Spaltenzüge. Im nördlichen Spaltenzug treten Sprunghöhen von bis zu 25 m auf. Im südlichen Spaltenzug beträgt die Sprunghöhe bis 80 m. Die am Südrand des Beckens streichende Carolaschachtverwerfung erreicht Sprunghöhen bis zu 70 m. Die Teufe in der die Flöze liegen schwankt deshalb sehr stark. Während die Flöze am Nordrand der Lagerstätte bei +160 bis +200 m NN ausstreichen erreichen sie am Meiselschacht −200 m NN, am Marienschacht −354 m NN und im Revier Königin-Carola-Schacht −332 m NN.
In die Döhlenformation sind bis zu 7 Flöze eingeschaltet. Die Mächtigkeiten schwanken zwischen wenigen Zentimetern und dem Maximum von 12 m im 1. Flöz. Bauwürdig im gesamten Becken war nur das 1. Flöz. In Notzeiten wurde auch teilweise das 3. und das 5. Flöz bebaut.
| Bezeichnung    | Mächtigkeit in m |
| -------------- | ---------------- |
| 1. Flöz        | 1,00–12,00       |
| Zwischenmittel | 2,00–13,00       |
| 2. Flöz        | 0,20–1,80        |
| Zwischenmittel | 1,00–12,00       |
| 3. Flöz        | 0,50–2,50        |
| Zwischenmittel | 0,50–1,50        |
| 4. Flöz        | 0,20–1,50        |
| Zwischenmittel | 1,00–8,00        |
| 5. Flöz        | 1,00–6,00        |
| Zwischenmittel | 4,00–10,00       |
| 6. Flöz        | 1,10–2,50        |
| Zwischenmittel | 6,90             |
| 7. Flöz        | 1,50             |

Die Mächtigkeiten des 1. Flözes schwanken zwischen 1 m am Ausstrich und 12 m am Heinrichschacht in der Kohlsdorf-Pesterwitzer Nebenmulde. Während die Mächtigkeit des Flözes im Zentrum des Beckens, am Bormannschacht, 9 m erreichte, betrug sie im Osten im Hermannschacht noch 3,20 m und im Westen im Albertschacht 3,30 m.
Das 2. Flöz ist im gesamten Revier unbauwürdig. Im Fortunaschacht wurde im hier 0,70 m mächtigen Flöz ein kleiner Versuchsabbau von 7.800 m² gefahren.
Das 3. Flöz ist über große Gebiete unbauwürdig. Am Bergerschacht wurde es auf einer Fläche von 7.200 m² bebaut. Das Flöz hatte hier eine Mächtigkeit von 1,80 m. Abbaue gab es auch in der Kohlsdorf-Pesterwitzer Nebenmulde. Nach 1945 wurde das 3. Flöz am Oppelschacht mit einer Mächtigkeit von 1,20 m und am Marienschacht mit einer Mächtigkeit von 0,90 m bebaut.
Das 4. Flöz ist im gesamten Revier unbauwürdig.
Das aus mehreren Bänken und Zwischenmitteln bestehende 5. Flöz wurde 1921 versuchsweise im Albertschacht mit einer Mächtigkeit von 1,70 m abgebaut. Erst nach 1945 wurde es auf größeren Flächen erschlossen und zum Teil abgebaut. Im Schachtfeld Gittersee wurde es mit einer Mächtigkeit von 1,40 m und im Feld Bannewitz mit einer Mächtigkeit von 1,20 m bebaut.
Das 6. Flöz ist in den Baufeldern Gittersee, Bannewitz, Heidenschanze und im Revier der Königin-Carola-Schächte nachgewiesen. Es wurde nur sporadisch durchfahren. Ein Abbau hat nicht stattgefunden.
Das 7. Flöz ist nur aus dem VIII. Hauptquerschlag im Königin-Carola-Schacht bekannt geworden. Analog dazu gibt es Nachweise aus dem XIII. Hauptquerschlag Königin-Carola-Schacht und in einer Bohrung im Bereich des Glückauf-Schachtes.

## Die Reviere des Bergbaubetriebes

### Kohlsdorf-Pesterwitzer Nebenmulde
Die sich am Nordrand des Döhlener Beckens, zwischen Potschappel und Wurgwitz, erstreckende 2.500 m lange und 150 bis 450 m breite Mulde ist durch die Verwerfung des Roten Ochsen von der Hauptmulde abgeschnitten. Die am Nordrand der Mulde ausstreichenden Flöze waren einer der Ausgangspunkte des 450 Jahre andauernden Steinkohlenbergbaus.
Das größte in der Mulde bauende Kohlenwerk waren die Brendelschen Werke. Das Familienunternehmen baute ca. 300 Jahre Steinkohlen ab. 1885 wurde der Abbau eingestellt und Heinrich Ernst Eduard Brendel verkaufte die Rechte an das Königliche Steinkohlenwerk Zauckerode. Das zweite große Werk waren ab 1828 die Burgker Werke. Diese stellten 1862 den Abbau ein.
1940 wurden erste Untersuchungen zur Wiederaufnahme des Bergbaus angestellt. Ziel war ein vermuteter Kohlenpfeiler mit einem Inhalt von 100.000 t Kohle südlich des Gasthofes Kohlsdorf. Über weitere Aktivitäten ist nichts bekannt.
Erst im Sommer 1945 begann erneut die Suche nach Restpfeilern um den Kohlenmangel nach dem Krieg zu mindern. Im Bereich des Amalienschachtes, östlich des Gasthofes Kohlsdorf, wurden im November und Dezember 1945 je eine Bohrung niedergebracht. Diese erschlossen das 1. Flöz mit einer Mächtigkeit von 1,70 und 0,90 m unbauwürdiger Kohle. Eine geplante 3. Bohrung wurde deshalb nicht mehr durchgeführt.
Ein Gutachten vom 5. April 1946 beziffert die in der gesamten Mulde noch anstehenden Kohlenvorräte auf 1.100.000 t. Die nächsten Untersuchungsarbeiten konzentrierten sich auf ein Gebiet zwischen Zauckeroder und Freitaler Straße, unterhalb von Pesterwitz.
Mit einem Schurfstolln (Schurf 2) und zwei Schurfschächten sollte die Kohleführung im Feld untersucht werden. Bei einer Ortsbegehung am 4. März 1945 wurde auf einem privaten Grundstück nahe am Flözausstrich ein Schurf mit Kohleführung vorgefunden. Der Stolln wurde im April 1946 begonnen. Auf einer Gesamtlänge der Auffahrungen von 212 m wurden das 3. und das 5. Flöz untersucht. Neben Kleinstpfeilern wurden nur alte Abbaue angetroffen. Im 3. Flöz wurde eine Fläche von 40 m² abgebaut. Die Arbeiten wurden 1947 eingestellt.
Der Schurfschacht 1 wurde ab Juni 1946 in der Nähe der Friedrichschächte geteuft. Er erreichte eine Teufe von 12,50 m. Die Kohlequalität des angetroffenen 1. Flözes mit einer Mächtigkeit von 3,50 m Kohle ließ einen Einsatz als Brennstoff nicht zu. Der Schacht wurde 1947 von der Wismut AG als Schacht 4 übernommen.
Der Schurfschacht 3 befindet sich in der Nähe des Schurfes von 1945. Seine Teufe beträgt 9,10 m. Die Mächtigkeit des angetroffenen Flözes beträgt 1,20 m und steht im Alten Mann.
Im Anschluss an diese Arbeiten sollten die Untersuchungen mittels 2 Fallorten im Bereich Kohlsdorf fortgeführt werden. Ziel war das schon 1940 als höffig eingestufte Feld südlich des Gasthofes Kohlsdorf. Diese Arbeiten wurden nicht mehr durchgeführt.
1947 wurden alle Arbeiten eingestellt.

### Revier Niederhermsdorf
Am westlichen Rand der Lagerstätte blieb ein zum Grubenfeld des Albertschachtes gehöriges Feld unverritzt. Die Ostgrenze dieses Feldes lag 1.000 m vom Albertschacht entfernt. Für die Pferdeförderung des Schachtes war diese Entfernung zu groß, um den Abbau rentabel zu betreiben. Deshalb wurde das Feld aufgegeben, als der Albertschacht 1922 den Betrieb einstellte. Offensichtlich ging man auch davon aus, dass die Kohlereserven nicht bedeutend sind. Bei der Auffahrung des Tiefen Weißeritzstollns erreichte man 1842 ca. 36 m vom 21. Lichtloch entfernt die Bauwürdigkeitsgrenze des 1. Flözes, mit 0,50 m, welches am Lichtloch noch eine Mächtigkeit von 1,50 m hatte. Beim Vortrieb des Tiefen Elbstollns bis 600 m westlich des Albertschachtes erreichte das 1. Flöz an der Ortsbrust noch eine Mächtigkeit von 3,30 m.
Mit dem absehbaren Ende der Kohleförderung im Königin-Carola-Schacht stellte die ASW im Rahmen des Arbeitsbeschaffungsprogrammes im Februar 1935 einen Antrag zur Aufnahme der Untersuchung des Reviers über das Lichtloch 21 des Tiefen Weißeritzstollns und den Georgschacht. Damit sollte einem Teil der Beschäftigten ein neuer Arbeitsplatz gesichert werden. Schon im November 1936 wurde der Abbau unter der Sohle des Tiefen Elbstollns aufgenommen. 1938 ging die ASW, bei einer Einschätzung des Kohlevorrates von 280.000 t, von einem Bauende im Jahr 1941 aus. Der Kohlevorrat erwies sich in der Folge aber als wesentlich größer als ursprünglich berechnet. Ende 1944 wurde bei −13,80 m NN der tiefste Punkt erreicht und der Abbau beendet. Nur zwischen der Elbstollnsohle und der ½2. Hauptstrecke waren 1945 noch bauwürdige Partien vorhanden.
Nach dem Ende des Zweiten Weltkrieges konnte der Abbau nahtlos weitergeführt werden. Probleme bereiteten die verschlissene Technik und der Arbeitskräftemangel. Im November 1945 wurde das Förderniveau von 1944 wieder erreicht. Ende 1948 waren die Kohlevorräte unterhalb der Elbstollnsohle erschöpft. Man war jetzt gezwungen, die noch anstehenden Restvorräte zwischen dem Tiefen Weißeritzstolln und dem Tiefen Elbstolln abzubauen. Die Kohlemächtigkeiten bewegten sich hier allerdings nur noch zwischen 0,60 und 1,70 m. Im Januar 1952 wurden die letzten 832 t Kohle gefördert.
Von Mai 1945 bis Januar 1952 wurden damit etwa 350.000 t Kohle gefördert. Die Gesamtförderung beträgt ca. 900.000 t und liegt damit weit über den Schätzungen von 1938. Die geförderte Kohle wurde mit LKWs in die Döhlener Wäsche gefahren.
Das Lichtloch 21 wurde nach der Stilllegung mit Holzbohlen abgedeckt. 1972 wurde es von der Bergsicherung verfüllt und mit einer Betonplombe gesichert.
Der Georgschacht wurde noch bis Juli 1959 als Flucht- und Wetterschacht für das Döhlener Revier genutzt. Danach wurde er mit einer Betonplatte abgedeckt. 1971 brachte die Bergsicherung eine Betonplombe ein und verfüllte den Schacht darüber.

### Revier Zauckerode
Ein weiterer Ansatzpunkt zum Abbau von Restpfeilern war der Oppelschacht 1. Hier stand noch der Schachtsicherheitspfeiler mit etwa 76.000 t Kohle an. Der Versuch, den Schacht aufzuwältigen scheiterte an der deformierten Schachtröhre. Man entschloss sich deshalb, 45 m entfernt einen neuen Schacht (Oppelschacht 3) zu teufen. Am 1. August 1946 begannen die Teufarbeiten. Am 8. März 1947 wurde die Endteufe von 105 m erreicht. Bei +147,80 m NN wurde ein Querschlag zum Tiefen Weißeritzstolln getrieben. Bei +93,70 m NN wurde das Füllort angeschlagen. Über ein Fallort wurde die Verbindung zum Tiefen Elbstolln hergestellt und damit die Wetterwegsamkeit gesichert.
Am 17. Oktober 1947 wurde der Schacht für eine monatliche Summe von 15.000 Reichsmark (RM) an die Militäreinheit mit der Feldpostnummer 27 304 verpachtet. Gepachtet wurde der Schacht mit allen dazugehörenden Anlagen und dem Personal bis zum 31. Dezember 1948. Am 29. Juni 1948 gab die Wismut AG den Schacht an das Steinkohlenwerk zurück. Allerdings beanspruchte die Wismut AG die Verwaltungsgebäude am Schacht weiterhin, so dass das 1947 am Königin-Carola-Schacht für die Verwaltung des Steinkohlenwerkes geschaffene Provisorium bestehen blieb. Der im Schachtgelände befindliche Wetterschacht (Oppelschacht 2) blieb in der Verfügungsgewalt des Steinkohlenwerkes. Laut Vertrag mussten die durch die Wismut AG benutzten Grubenbaue mit bewettert werden. Der Grubenlüfter war zu dieser Zeit nur zu 40 % ausgelastet. Davon wurden 90 % auf der Schachtanlage Niederhermsdorf und 10 % vom Königin-Carola-Schacht benötigt.
Am 24. Oktober 1948, einem „freien Sonntag“, fuhr der Vortriebshauer Arthur Teuchert eine Hennecke-Schicht und erreichte eine Normerfüllung von 480 %. Im zu Ehren wurde deshalb der Oppelschacht 3 in Arthur-Teuchert-Schacht umbenannt.
Ab August 1952 wurde das Projekt „Aufwältigung des Oppelschachtes 1“ als Blindschacht umgesetzt. Über einen Bremsberg wurde bei +67,30 m NN eine neue Sohle aufgefahren und die Verbindung zum Oppelschacht 1 hergestellt. Der Schacht wurde ab dieser Sohle bis zum Sumpf aufgewältigt. Bei +38,80 m NN wurde am Oppelschacht 1 ein neues Füllort auf der alten III. Hauptstrecke aufgefahren. Hier bestanden über die 28. Untergebirgsstrecke Verbindungen zum Mehnerschacht bei +142,00 m NN und zur VIII. Hauptstrecke Königin-Carola-Schacht bei −72,90 m NN. Das Füllort in der IV. Hauptstrecke bei +7,33 m NN wurde nicht genutzt. Die Strecke wurde über Bremsberge betrieben. Aufgewältigt wurde die V. Hauptstrecke bei −24,30 m NN. Auf dieser Strecke war ab 1882 die erste, von Siemens & Halske gelieferte, elektrische Grubenlokomotive der Welt, die „Dorothea“, im Einsatz. Bei der Aufwältigung fand man Reste der alten Fahrleitungskonstruktion. Die V. Hauptstrecke war über die 100. Untergebirgsstrecke mit der XII. Hauptstrecke bei −163,50 m NN im Feld des König-Georg-Schachtes verbunden.
Bis Juni 1955 wurde der Sicherheitspfeiler des Oppelschachtes 1 und eine große Fläche des 3. Flözes abgebaut. Bis 1959 wurden nur noch Restflächen minderer Qualität abgebaut.
Von August 1948 bis Mai 1959 wurden etwa 180.000 t Kohle gefördert, die mit LKWs in die Döhlener Wäsche gefahren wurden.
Der Oppelschacht, als Blindschacht, wurde 1957 stillgelegt. Eine Verwahrung des Blindschachtes erfolgte nicht, die Schachtröhre blieb auf eine Länge von 105 m offen. Es wurde nur der abgehende Seilkanal abgedämmt. Der Oppelschacht ist 1980 durch die Bergsicherung verwahrt worden.
Der Arthur-Teuchert-Schacht wurde im September 1959 abgeworfen und 1960 verfüllt. Am 12. Dezember 1960 kam es zum Einsturz des Schachtkopfes und zur Bildung einer Pinge mit einem Durchmesser von 12 m und einer Teufe von 5 m. 1979 wurde der Schacht von der Bergsicherung nachverwahrt.
Der Wetterschacht wurde im September 1959 stillgelegt und verfüllt. 1979 wurde er von der Bergsicherung nachverwahrt.
Der Mehnerschacht wurde bis 1959 als Flucht- und Wetterschacht genutzt und danach abgeworfen und verfüllt.

### Revier Döhlen
Nachdem 1927 der Oppelschacht stillgelegt worden war und der König-Georg-Schacht 1931 auf der XV. Hauptstrecke an das Revier der Königin-Carola-Schächte angeschlossen wurde, konzentrierte sich der Bergbau auf diese beiden Schächte. Zu diesem Zeitpunkt war aber nur noch der Schacht II in Betrieb. Der Schacht I war nach dem Umbau des Schachtes II mit elektrischer Fördermaschine im Jahr 1914 stillgelegt worden. Anfang der 1930er Jahre war das Ende des Bergbaus absehbar. Ab 1932 konzentrierte man sich auf den Abbau leicht und billig zu gewinnender Kohlefelder. Nach deren Gewinnung wurde der Abbau unter der XV. Hauptstrecke Ende 1934 eingestellt. Der Abbau konzentrierte sich jetzt auf das Feld des König-Georg-Schachtes. Zum Abbau eines Restfeldes auf der VIII. Hauptstrecke wurde der Schacht I 1935 wieder in Betrieb genommen. Ab 1937 begann der Abbau der Schachtsicherheitspfeiler beim König-Georg-Schacht und bei den Königin-Carola-Schächten. Das Auslaufen der Förderung war für Ende 1939 geplant.
Aufgrund des am 18. Oktober 1936 erlassenen Vierjahresplanes, dessen Ziel die Autarkie Deutschlands in der Rohstoffversorgung war, musste der Grubenbetrieb aber aufrechterhalten werden. Da die gewinnbaren Vorräte zu diesem Zeitpunkt die Schachtsicherheitspfeiler waren, war man gezwungen die bekannten Vorräte unterhalb der XV. Hauptstrecke neu vorzurichten und zwischen der XVII und XVIII. Hauptstrecke neue Untersuchungen der Flözführung vorzunehmen. Allerdings versuchte die ASW aus Kostengründen das zu verhindern. Die ersten Arbeiten zum Auffahren eines doppeltrümigen Kettenberges von der XIII. zur XVIII. Hauptstrecke begannen erst Anfang 1938 und wurden im Mai 1938 wieder eingestellt. Grund war ein Schachtbruch im Königin-Carola-Schacht II, der damit für die Förderung ausfiel. Alle Versuche die Schachtröhre zu rekonstruieren schlugen fehl und der Schacht musste aufgegeben werden. Da Schacht I nur über eine Dampfmaschine zur Förderung verfügte, wurden die Förderseile der Fördermaschine des Schachtes II über Böcke zum Schacht I geführt. Der Schacht I förderte nun mit der Fördermaschine des Schachtes II. Im Mai 1939 wurden die Arbeiten am Kettenberg wieder aufgenommen. Im Juli 1940 war die Kohleförderung wegen Erschöpfung der bauwürdigen Vorräte faktisch zum Erliegen gekommen. Im August 1940 konnte dann die erste Kohle beim Vortrieb des Kettenberges gefördert werden. Im Mai 1941 wurde die Auffahrung des Kettenberges nach Erreichen der XVII. Hauptstrecke eingestellt. 1942 wurde der Kettenberg bis in das Niveau der XVIII. Hauptstrecke aufgefahren und dort wegen Vertaubung des Flözes eingestellt. Mit einem Fallort erreichte man 1943 bei −332,4 m NN das Muldentiefste. Der Plan, die Flözverbreitung im Muldentiefsten bis zur Erreichung des Grundgebirges fortzusetzen, konnte aus Mangel an Arbeitskräften nicht durchgeführt werden.
Analog zum Feld Niederhermsdorf ging auch im Königin-Carola-Schacht der Betrieb nach dem Kriegsende nahtlos weiter. 1946 wurde die XVIII. Hauptstrecke zur Hauptförderstrecke ausgebaut und an den Kettenberg angebunden. Ab September 1945 begann man im Niveau der XVII. Hauptstrecke ab dem Kettenberg im Flöz eine doppeltrümige Untersuchungsstrecke nach Osten aufzufahren. Ziel war die Untersuchung der Flözführung an der Ostflanke der Lagerstätte im Bereich der Hainsberg-Quohrener Nebenmulde. In diesem Bereich konnten weitere Vorräte erschlossen werden. Die Strecke wurde nach Unterquerung der Weißeritz im Bereich Bahnhof Hainsberg wegen Vertaubung des Flözes eingestellt. Mit der in westliche Richtung zur Gneisgrenze vorgetriebenen Strecke traf man nur flözleeres Gebirge an. Aufgrund der sich damit verlängernden Wetterwege der tiefen Sohlen herrschten vor Ort Temperaturen von über 28 °C und brachten dem Feld den Spitznamen Afrika-Abteilung ein. Ende 1953 war das Feld erschöpft und der Abbau unterhalb der XIII. Hauptstrecke wurde eingestellt.
Am 24. Oktober 1948, einem freien Sonntag fuhr der Kohlenhauer Paul Berndt auf dem Oppelschacht eine Hennecke Schicht und erreichte eine Normerfüllung von 548 %. Im zu Ehren wurde deshalb der Komplex der Königin-Carola-Schächte in Paul-Berndt-Grube umbenannt.
Von 1951 bis 1958 wurde ein nördlich und nordwestlich des König-Georg-Schachtes zwischen der XIII. und XIV. Hauptstrecke liegendes Feld abgebaut. Dieses Feld wurde 1937 als unbauwürdig eingestuft und blieb deshalb liegen.
Ab 1953 wurde der Bereich des Kaiserschachtfeldes in den Abbau einbezogen. Der Abbau wurde bis auf 50 m an den Kaiserschacht heran gebracht. Von den errechneten 108.000 t Kohle konnte wegen der Flözvertaubung tatsächlich nur 40.000 t abgebaut werden. Ende Oktober 1958 war der Abbau hier beendet.
Anfang 1959 war im gesamten Bereich der Grube der Abbau an den Rändern der Flözerstreckung bis zu einer Mächtigkeit von 0,60 m abgeschlossen. Im Abbau standen jetzt nur noch zwei kleine Restpfeiler am alten Kettenberg von 1916 zwischen der XII. und XIII. Hauptstrecke. Der letzte Hunt Kohle wurde am 22. Juni 1959 gefördert. Damit war der Bergbau links der Weißeritz Geschichte.
Von Mai 1945 bis Juni 1959 wurden ca. 1.020.000 t Kohle gefördert
Der Königin-Carola-Schacht I wurde 1960 verfüllt und mit einer Betonabdeckung versehen. 1992 wurde der Schacht von der Bergsicherung Dresden GmbH nachverwahrt.
Der Königin-Carola-Schacht II konnte 1959 nur bis zu einer Teufe von 192 m verfüllt werden. Zwischen 192 und 274 m Teufe wurde der Schacht nach dem Schachtbruch 1938 verfüllt. Die 140 m bis zum Sumpf des Schachtes wurden nicht verfüllt. Der Schacht erhielt eine Betonabdeckung. 1992 wurde der Schacht durch die Bergsicherung Dresden GmbH nachverwahrt.
Der Wetterschacht wurde 1959 verfüllt und mit einer Betonabdeckung versehen. 1992 wurde der Schacht durch die Bergsicherung Dresden nachverwahrt.

### Unteres Revier
Als Unteres Revier wird der Revierteil der Burgker Werke bezeichnet, der sich zwischen der Weißeritz im Westen und dem Revier des Potschappler Aktienvereins im Osten befindet. Hier ist zwischen den Abbauen vom Flözausstrich im Norden und den Bauen der Burgker Werke im Süden ein Restpfeiler mit einer Breite von 50–100 m, und einer Länge von 1.000 m, mit einer Fläche von 7–8 ha stehen geblieben.
Im Jahr 1916 wurde der Markscheider der Burgker Werke, Felix Bayler, beauftragt das Revier auf die Möglichkeit des Abbaues der Restpfeiler zu untersuchen. Als Ausgangspunkt wurde das Lichtloches 3 des Burgker Weißeritzstollns gewählt und ab April 1916 mit der Aufwältigung begonnen. Offizieller Betriebsbeginn war der 4. September 1916. Am 27. September 1917 fuhr man die Tagesstrecke Unteres Revier an und verfügte damit über einen zweiten Zugang zum Revier. Im Sommer 1918 wurden Vorarbeiten zur Teufe eines neuen Förderschachtes getroffen. Am 1. Dezember 1918 wurden die Untersuchungsarbeiten beendet und dem Oberbergamt ein Bericht übergeben. Die Kosten für die Gewinnung der Restpfeiler des 4–5 m mächtigen 1. Flözes betrugen das Dreifache gegenüber den Gewinnungskosten im regulären Abbau des Oberen Reviers. Das Oberbergamt lehnte im Juni 1920 eine Genehmigung des Kohleabbaues im Unteren Revier ab. Die Verwahrungsarbeiten wurden Ende 1920 abgeschlossen. Im Zuge der Untersuchungsarbeiten wurden zwischen 1916 und 1918 7.050 t Kohle gefördert.
Im Sommer 1945 machte Felix Bayler die Stadtverwaltung Freital auf die Möglichkeit der Kohlegewinnung im Unteren Revier aufmerksam. Zu dem bisherigen Feld kam jetzt noch ein Feldesteil des ehemaligen Königlichen Steinkohlenwerkes Zauckerode im Bereich des Stadions des Friedens mit einer Fläche von 3,3 ha. hinzu. Die Stadt Freital trat selbst als Gewinnungsbetrieb auf und übertrug die Arbeiten der Firma Karl Baumann Schachtbau, Bohrungen, Untertagebau, aus Tharandt. Erster Ansatzpunkt war wieder das 3. Lichtloch des Burgker Weißeritzstollns, jetzt als Schacht I bezeichnet. Betriebsbeginn war der 11. September 1945. Weitere Tageszugänge waren die Obere Tagesstrecke und die Untere Tagesstrecke. 1947 wurde das Projekt des Förderschachtes von 1918 umgesetzt. In Abänderung der alten Planung wurde der Schacht aber nicht am Fuße des Abhanges am Stadion, sondern an der Hangkante geteuft. So löste man das Problem des Haldensturzes. Er stand unmittelbar am Nordrand der alten Abbau der Burgker Werke. Am 1. August 1947 wurde der erste Hunt Kohle gefördert.
In einem am 11. August 1947 zwischen der Militäreinheit mit der Feldpostnummer 27 304 und der Verwaltung der Kohleindustrie Sachsen in Borna abgeschlossenen Vertrag wurde das Untere Revier gegen eine monatliche Pachtsumme von 15.000 RM bis zum 31. Dezember 1948 an die Militäreinheit verpachtet. Nachdem der Betrieb des Schachtes I wegen Erschöpfung der Vorräte Ende August 1948 eingestellt worden war, sollte er wieder an den VEB Steinkohle Freital übergeben werden. Eine alleinige Rücknahme des Schachtes I wurde aber abgelehnt. Die Rückgabe des Schachtes I ist nur im Zusammenhang mit der Rückgabe des Schachtes II möglich. Hintergrund für die Weigerung ist die Pflicht zur Verwahrung des abgebauten Grubenfeldes. Am 25. März 1949 wurden die Schächte I und II an den VEB Steinkohlenwerk Freital übergeben.
1949 begann das Steinkohlenwerk mit der Nacherkundung des östlichen Teils des Unteren Reviers. Zu diesem Zweck wurden vom Flözaustrich aus „Am Schloßgarten“ die Strecke 211 und am Damms Weg der Bremsberg 203 aufgefahren sowie der Schacht 3 geteuft. Untersucht wurde das Gebiet zwischen Damms Schacht im Norden und dem Bormannschacht im Süden. Im Osten fuhr man die Strecken bis 170 m vor den Bergerschacht.
1952 wurde am Nordwestrand des Feldes, 40 m nordöstlich des 1. Lichtloches des Burgker Weißeritzstollns der Schacht 4 geteuft. Er diente der Bewetterung des jetzt am Nordrand des Feldes umgehenden Abbaus. Die Überdeckung des Flözes betrug in diesem Bereich nur noch wenige Meter. 1953 waren die Kohlevorräte des Unteren Reviers erschöpft und der letzte Hunt Kohle wurde am 1. Oktober 1953 gefördert.
Von September 1945 bis Oktober 1953 wurden inklusiver der von der Wismut AG geförderten Kohle, ca. 275.000 t Kohle gefördert.
Der Schacht 1 wurde 1950 verfüllt.
Der Schacht 2 wurde 1953 verfüllt. 1974 wurde der Schacht von der Bergsicherung aufgewältigt und anschließend verwahrt.
Der Schacht 3 wurde 1955 verfüllt. 1958 fielen im Bereich des Schachtes zwei Tagebrüche. 1972 wurde der Schacht von der Bergsicherung aufgewältigt und anschließend verwahrt.
Der Schacht 4 wurde 1953 verfüllt.
Der Bremsberg 203 wurde 1955 am Mundloch versetzt. 1965 und 1968 fielen hier drei Tagebrüche. 1972 wurde der Bremsberg von der Bergsicherung aufgewältigt und anschließend verwahrt.
Die Strecke 211 wurde 1955 am Mundloch versetzt. In den Jahren 1962 und 1964 fielen im Bereich der Strecke fünf Tagebrüche. 1972 wurde die Strecke von der Bergsicherung aufgewältigt und anschließend verwahrt.
Die Tagesstrecke Unteres Revier (Augustusschächter Tagesstrecke) erhielt 15 m nach dem Mundloch einen Mauerdamm und wurde bis zur Tagesoberfläche verwahrt. 1991 wurde sie durch die Bergsicherung Dresden GmbH nachverwahrt.
Die Tagesstrecke Oberes Revier (Hoffnungsschächter Tagesstrecke) wurde 1968 durch die Bergsicherung mit einem Damm gesichert und die 120 m bis zur Tagesoberfläche verfüllt. In den Jahren 1992 bis 1996 wurde die Strecke auf dieser Länge wieder aufgewältigt und ist heute als Besucherbergwerk zugängig.

### Revier Heidenschanze
Das Revier befindet sich südlich der Heidenschanze und erstreckt sich auf den Fluren von Coschütz, Gittersee und Birkigt. Der zentrale Teil wurde von dem Gitterseer Steinkohlenbauverein zwischen 1836 und 1859 abgebaut. Der südlich dieses Abbaus liegende Teil befindet sich in der Verwerfung des Roten Ochsen und wurde nicht abgebaut. Der nördliche Revierteil liegt zwischen den Abbauen des Gitterseer Steinkohlenbauvereins und dem Ausstrich der Flöze. Hier haben mehrere Unternehmen sporadisch Kohle abgebaut. Zuletzt war hier 1883 das Coschützer Steinkohlenwerk Klöber & Genossen aktiv.
1948 begann die Wismut AG nach positiven Schürfergebnissen mit der umfangreichen Auffahrung des Reviers über drei Fallorte sowie elf Schürfe und Schächte. Zum 31. Dezember 1955 wurden die Grubenbaue, sowie die Schächte 4 und 8, der Schurf 60, der Wetterschurf und die Fallorte 300 und 350 dem VEB Steinkohlenwerk Freital übergeben.
Am 1. April 1956 begann der Abbau in der südöstlich vom Schacht 4 liegenden 2. Terrasse des Roten Ochsen. Gefördert werden musste die Kohle über den Schacht 8. Im Jahr 1957 wurden alle östlich des Schachtes 8 liegenden Grubenbaue abgeworfen. Dazu gehörten die beiden Tagesöffnungen Wetterschurf und Fallort 350. Ende 1958 kam es zum Durchschlag zwischen den Grubenfeldern Heidenschanze und Gittersee. Damit konnte die Förderung aus der Terrasse 2 jetzt über die näher liegenden Schächte 1 und 2 in Gittersee realisiert werden. Das gesamte nördliche Grubenfeld Heidenschanze mit dem Schacht 8, dem Schurf 60 und dem Fallort 300 wurden 1959 abgeworfen. Der Schacht 4 wurde weiterhin als Wetterschacht für den Abbau auf den zwischen dem Schacht 4 und den Schächten 1 und 2 liegenden Terrassen des Roten Ochsen benötigt.
Am 15. Februar 1962 wurde der Abbau in den Terrassen des Roten Ochsen wegen Erschöpfung der Vorräte eingestellt. Der damit nicht mehr benötigte Schacht 4 wurde im Dezember 1962 als letzter Schacht des Reviers Heidenschanze abgeworfen.
Der Fallort 350 wurde 1957 auf einer Länge von 110 m bis auf die 3. Sohle versetzt.
Der Fallort 300 wurde 1959 auf einer Länge von 30 m versetzt.
Der Wetterschurf wurde 1957 verfüllt.
Im Füllort des Schurfes 60 bei +144 m NN wurden durch das Weißeritzhochwasser vom 6. Juli 1958, verdorbene Pflanzenschutzmittel und Medikamente eingelagert. Anschließend wurde der Schurf verfüllt. Die im Mai 1995 begonnene Flutung des gesamten Grubengebäudes sollte im Bereich des Schurfes einen Maximalstand von +140 m NN erreichen. 2002 stand fest, dass sich diese Konzeption nicht umsetzen lässt und eine Überflutung des Füllortes drohte. Um eine Kontamination des Grundwassers durch die eingelagerten Chemikalien zu verhindern, wurde der Schurf durch die Bergsicherung Schneeberg GmbH aufgewältigt und die Schadstoffe geborgen. Anschließend wurde der Schurf verwahrt.
Im Schacht 8 wurde 1958 nach dem rauben der 8. und 9. Sohle, 50 m über dem Sumpf eine Bühne eingebaut. 1959 wurde der Schacht verfüllt. Im November 1963 rutsche die Füllsäule um 25 m und im Dezember 1963 um 20 m nach. 1979/80 wurde der Schacht von der Bergsicherung verwahrt.
Der Schacht 4 wurde 1963 verfüllt und erhielt eine Betonabdeckung. 1977 wurde er von der Bergsicherung verwahrt.

### Revier Gittersee

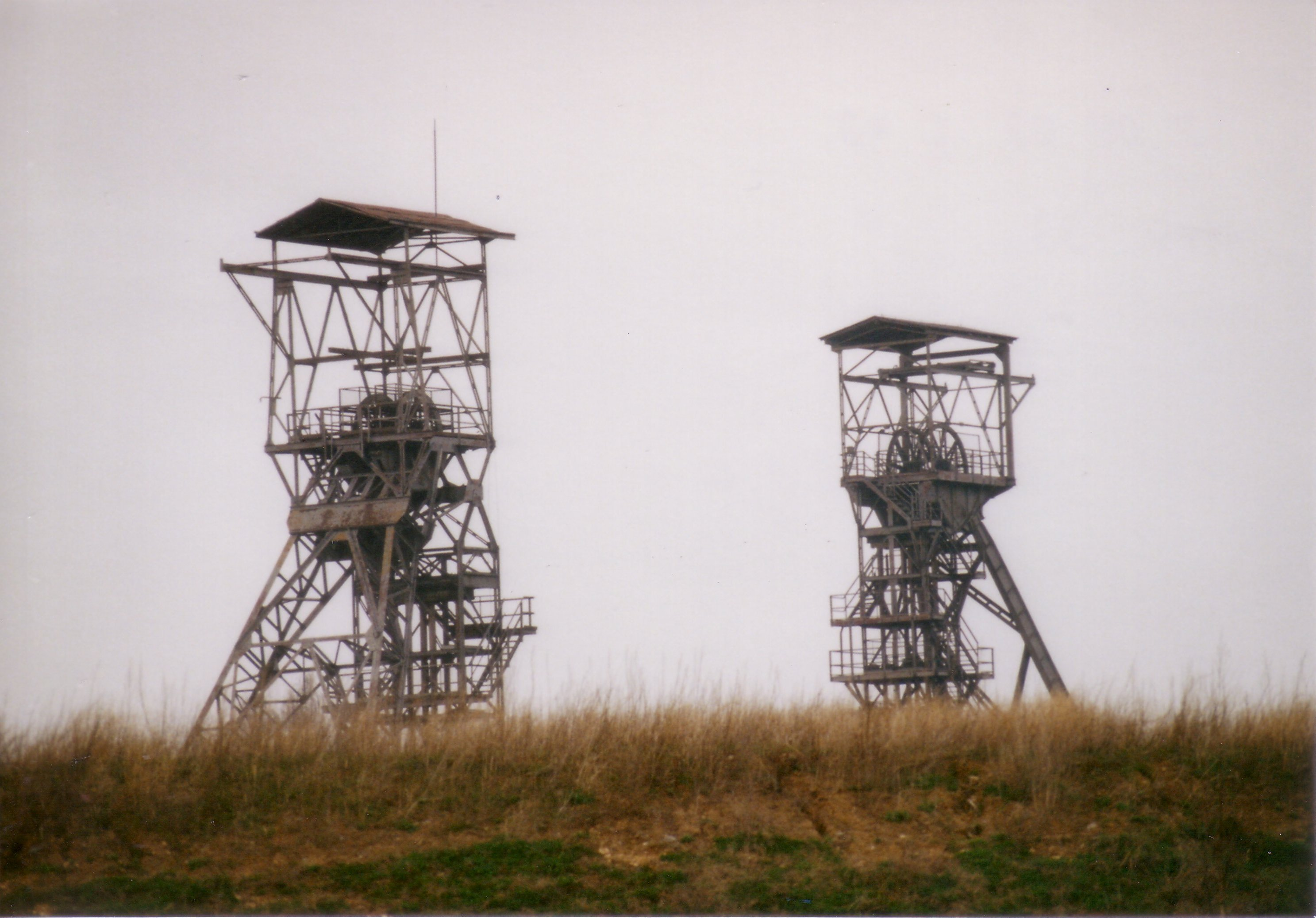
Die Fördergerüste der Schächte 1 und 2 (von rechts nach links) vor der Demontage am Originalstandort

Das Revier schließt sich südlich an das Revier Heidenschanze an und erstreckt sich auf den Fluren von Gittersee, Birkigt, Potschappel und Burgk. Im Osten wurde der Abbaue im Feld des Glückauf-Schachtes 1922 nach Erreichen des Roten Ochsen eingestellt. Im Westen und Süden liegen die Baue des Potschappler Aktienvereins. Der Abbau wurde hier Ende 1878 wegen Erschöpfung der Vorräte eingestellt.
Am 25. März 1936 beantwortete der Vorstand des Bergamtes Dresden, Karl Justus Friedrich Spitzner, die Anfrage der Deutschen Arbeitsfront zur Wiederaufnahme des Bergbaus im Bereich des Reviers der Burgker Werke abschlägig. Grund waren die hohen Kosten und das noch im Besitz der Burgker Werke befindliche Revier. Dazu kommt der beschränkte Vorrat an förderfähiger Kohle.
Ganz anders wird das in einem Schreiben des Tharandter Bergbauunternehmers Karl Baumann und des Markscheiders Felix Bayler am 17. Januar 1946 dargestellt. Die beiden Autoren berechnen für ein nicht abgebautes Restfeld der Burgker Werke zwischen dem Roten Ochsen und Fortunaschacht sowie Reiboldschacht 400.000 t Kohle. Die Vorräte in den Verwerfungsterrassen des Roten Ochsen zwischen Gittersee und dem Marienschacht werden mit 2.940.000 t Kohle berechnet. Weiterhin veranschlagt man für die nicht bebauten Flöze 2 und 3 weitere 2.600.000 t Kohle. In der Summe geht man von 6.000.000 t gewinnbarer Kohle aus. Wie unrealistisch diese Berechnung war sieht man an der tatsächlich bis Ende 1967 geförderten Menge von ca. 1.000.000 t Kohle.
Erst 1949 ging man ernsthaft daran die Vorräte mit einer Schachtanlage in Gittersee zu erschließen. Aus einem Schreiben vom 26. Oktober geht allerdings hervor, dass sich das geplante Schachtgelände im Eigentum der Wismut AG befindet.
Am 3. September 1950 fand dann der erste Spatenstich statt. Durchgeführt wurde er vom Leiter der Hauptverwaltung Kohle, Gustav Sobottka. Am 16. Dezember 1950 hatte die Teufe des Schachtes 1 6,64 m erreicht und der Aufbau des Fördergerüstes hatte begonnen. in einer Teufe von 60 m wurde große Wassermengen erschroten und das Abteufen wurde für 4 Wochen eingestellt. Erst unter Einsatz des Zementierverfahren konnte die wasserführende Zone überwunden werden.
Mit einem am 7. Juni 1952 zwischen der VVB Steinkohle Zwickau und der Wismut AG abgeschlossenen Vertrag übernahm die Wismut AG die in Teufe befindlichen Schächte. Der Schacht 1 hatte eine Teufe von 177,30 m und der Schacht 2 eine Teufe von 142,05 m erreicht.

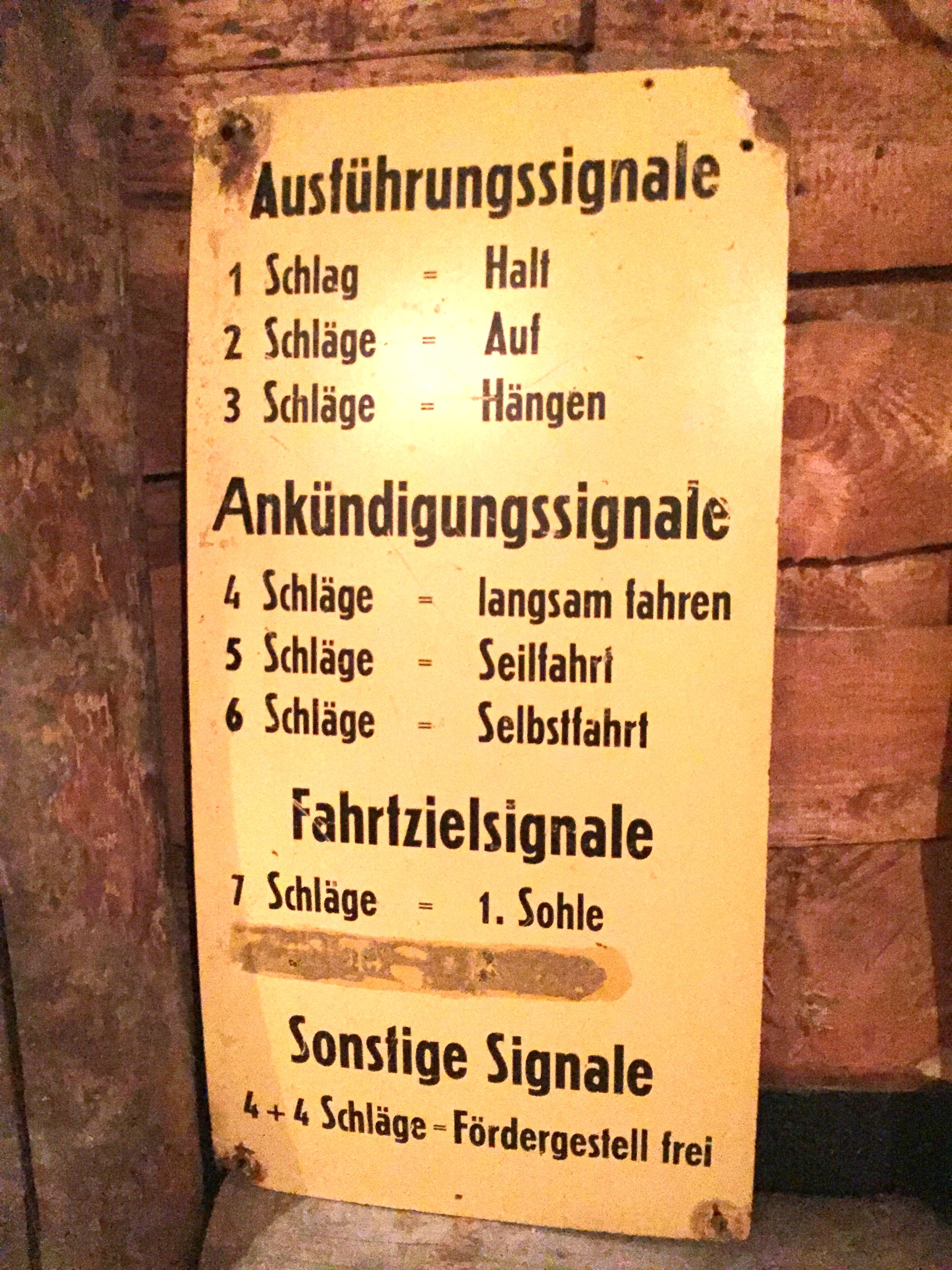
Anschlägertafel Schacht 3

Ende des Jahres 1954 wurden alle Arbeiten eingestellt und das Revier zum 31. Dezember 1955 dem VEB Steinkohlenwerk Freital übergeben. Eine Erzgewinnung hat nicht stattgefunden. Die Schächte 1 und 2 hatten jetzt eine Teufe von 238,00 und 231,60 m erreicht. Aufgefahren waren zwei Sohlen. Übernommen wurde auch der in Freital-Burgk von der Wismut geteufte Schacht 3 mit einer Teufe von 165,72 m und die in der Leisnitz mit der Bezeichnung Schacht 5 aufgefahrene Tagesstrecke. Der Schacht 5 hatte auf der 1. Sohle Anbindung an den Schacht 3.
Abgebaut wurde ab 1956 das 1. Flöz des südlich des Schachtes 2 liegenden Restfeldes der Burgker Werke. Zwischen 1956 und 1958 wurde im Auftrag der SDAG Wismut Erzkohle im 5. Flöz gewonnen. Zur Erschließung der Restfelder am Glückauf-Schacht und Marienschacht wurde der Schacht 1 ab 1957 weiter geteuft. 1958 erreichte er eine Teufe von 545,90 m. Die 3. Sohle wurde bei − 244,85 m NN angeschlagen. Der Schacht erhielt ein neues Fördergerüst und eine neue Fördermaschine. Ab 1959 wurde der 1,4 Kilometer lange Querschlag 12 zum Marienschacht aufgefahren. Am 28. April 1961 erfolgte der Durchschlag zur 3. Sohle des Schachtes.
Um Ersatz für den auslaufenden Abbau südlich der Schächte 1 und 2 zu schaffen, wurde 1958 zur Erkundung der Kohleführung auf der 3. Sohle vom Schacht 1 aus der 322 m lange Querschlag 11 Richtung Nordosten aufgefahren. Ein 1958 gefasstes Projekt sah vor den Meiselschacht als Blindschacht zur Erschließung der in seinem Umfeld noch anstehenden Kohlepfeiler im Roten Ochsen zu nutzen. Dazu sollte der Schacht bei +5,00 m NN vom Verbindungsquerschlag zum Revier Heidenschanze über einen Gesteinsberg, und bei −194 m NN über den Querschlag 11 und einen Gesteinsberg angefahren werden. Das Projekt wurde so nicht durchgeführt, da das Abwerfen des Grubenfeldes am Verbindungsquerschlag absehbar war. Der Schacht wurde 1959 über den Querschlag 15 auf der 1. Sohle des Schachtes 1 bei +86,4 m NN angefahren. Die tiefe Sohle über Querschlag 11 wurde ebenfalls 1959 aufgefahren. Der Schacht war leer und konnte nach Sümpfung der zusitzenden Wässer aus dem Revier Heidenschanze ausgebaut und als Blindschacht genutzt werden. Der Betrieb wurde 1964 eingestellt und der Schacht nicht verfüllt.
In Ermangelung anderer Vorräte wurde ab 1959 im Südfeld der Abbau im 5. Flöz aufgenommen. Die verwertbare Kohlemächtigkeit lag bei 1,4 bis 1,6 m. Der Aschegehalt betrug 35 %.
In der Sprengstoffniederlage auf der 1. Sohle am Schacht 2 wurden durch das Weißeritzhochwasser vom 6. Juli 1958, wassergeschädigte Medikamente eingelagert. Diese wurden 1960 wieder entfernt.
1961 wurde das Grubenfeld des Schachtes 3 wieder in Betrieb genommen und auf der 2. Sohle mit der 1. Sohle der Schächte 1 und 2 verbunden. Der bis dahin als Fluchtweg und Wetterverbindung dienende Schacht 5 wurde abgeworfen.
Mit der Aufgabe des Meiselschachtes wurde der Querschlag 11 am Schacht 1 abgedämmt und die Grubenbaue unter der 2. Sohle der Schächte 1 und 2 im Bereich Heidenschanze und Terrassen im Roten Ochsen geflutet.
Die Kohle wurde mit der Deutschen Reichsbahn vom Bahnhof Gittersee der Windbergbahn in die Döhlener Wäsche transportiert. Mit dem Abriss der Aufbereitung Döhlener Wäsche musste die Kohle zur Aufbereitung nach Oelsnitz gefahren werden. 1960 wurde das Heizkraftwerk Klingenberg in Berlin umgebaut, so dass hier Kohle mit Aschegehalten bis 50 % verheizt werden konnten. Die Kohle wurde ab 1. Februar 1963 ohne Aufbereitung direkt an das Kraftwerk geliefert. Aus dem 5. Flöz Gittersee ist in diesem Zeitraum ein Block Erzkohle mit einem Uraninhalt von 100 t irrtümlich als Energiekohle abgebaut und in Klingenberg verheizt worden.
Die sich ständig verschlechternde Qualität der Kohle und damit einhergehend immer höhere Strafzahlung wegen nicht Einhaltung der Qualitätsparameter und gleichzeitig die Änderung in der Energiepolitik der DDR zugunsten des Erdöls ließ in der VVB Steinkohle Zwickau den Entschluss reifen die Förderung in Gittersee 1963 einzustellen.
Ab Juli 1961 begann die SDAG Wismut mit radiometrischen Messungen im Grubenfeld. Am 1. April 1963 trat ein Vertrag zwischen der SDAG Wismut und dem VEB Steinkohlenwerk Willi Agatz über die Lieferung von Erzkohle in Kraft. Zu diesem Zweck gründete die SDAG Wismut eine Geologische Abteilung im Steinkohlenwerk. Beschäftigt waren hier 1 Geologe, 1 Geophysiker, 5 Radiometristen und 1 Zeichnerin. Gefördert wurde Erzkohle aus dem 5. Flöz im Feld des Schachtes 3 und der Schächte 1 und 2.
Dieser Vertrag verlängerte den Betrieb des Steinkohlenwerkes. Der Anteil der Energiekohleförderung, der 1963 71,4 % betrug sank zugunsten der Erzkohleförderung auf 56 % im Jahr 1967. Zum 31. Dezember 1967 stellte der VEB Steinkohlenwerk Willi Agatz die Förderung von Energiekohle ein. Ab 1. Januar übernahm die SDAG Wismut die Bergbauanlagen und die Belegschaft und führte den Bergbau als Bergbaubetrieb Willi Agatz weiter.
Zwischen 1956 und 1967 wurden ca. 1.060.000 t Kohle und von 1963 bis 1967 294.000 t Erzkohle mit einem Uraninhalt von 282 t abgebaut.

### Marienschachtfeld
Das Revier erstreckt sich auf den Fluren von Kleinnaundorf, Neubannewitz und Neucunnersdorf. Erschlossen war das Feld durch den Glückauf-Schacht und den Marienschacht der Burgker Werke. 1930 hatte der Abbau bei beiden Schächte den Schachtsicherheitspfeiler erreicht. Nicht erkundet hatte man die Nordostflanke bis zu dem Feld des Hänichener Steinkohlenbauvereins. Im April 1930 wurde der Abbau aufgrund der sich verschlechternden wirtschaftlichen Bedingungen eingestellt. Der Glückauf-Schacht wurde komplett verfüllt, der Marienschacht nur bis zu einer Teufe von 223 m. Dort wurde eine 2,5 m starke Betonplombe eingebracht. Die zur Ableitung der stark zusitzenden Wässer in die Schachtwand eingebauten Rohre wurde geöffnet und das Wasser bis zu einer Teufe von 62 m angestaut. Der Schacht wurde dann als Brunnen genutzt
Ab 1957 wurde der Marienschacht gesümpft. Nach dem Verschließen der Rohrstutzen wurde 1958 die Betonplombe beseitigt. Der bis dorthin verfüllte Schacht war wasserfrei. Als die Aufwältigung bei −62,00 m NN eine Teufe von 370 m erreicht hatte, kam es am 17. August 1958 zum Durchbruch der im Feld des Glückauf-Schachtes angestauten Grubenwässer. Die Wassersäule stieg um 82 m bis auf +20 m NN. Der Wasserstand pegelte sich dann bei −59,5 m NN ein. Das ist die Höhe des 1. Füllortes des Glückauf-Schachtes. Hier treten die Wässer aus dem Feld des Segen-Gottes-Schachts über. Bei −63,30 m NN wurde die Aufwältigung eingestellt. Die Schachtwand wurde durchbrochen und ein Füllort angeschlagen. Von hier aus wurde der 775 m lange Querschlag 17 zum 1. Füllort des Glückauf-Schachtes getrieben.
Am 20. Oktober 1960 konnte die erste Kohle aus dem Restpfeiler des Glückauf-Schachtes über den Marienschacht gefördert werden. Im Frühjahr 1961 erreichte der ab 1959 vom Schacht 1 in Gittersee aus aufgefahrene Querschlag 12 den Marienschacht. Die Auffahrung wurde wenige Meter vor dem Schacht eingestellt. Nach dem Vorbohren konnten die im Schacht stehenden Wässer abgeleitet werden. Am 28. April 1961 erfolgte dann der Durchschlag zum Schacht. Danach wurde die Schachtröhre aufgewältigt. Der Schacht diente als Material- und Wetterschacht.
Im September 1961 begann der Abbau im Restpfeiler des 1. Flözes am Marienschacht. Um eine Verbindung zu der bei −83,6 m NN liegenden 2. Sohle des Glückauf-Schachtes zu schaffen sollte ursprünglich der als Durchschnitt G bezeichnete, zwischen 1873 und 1893 in Etappen aufgefahrene Fallort, aufgewältigt werden. Aufgefahren wurde dann der Gesteinsberg 14 vom Querschlag 12 zur 2. Sohle des Glückauf-Schachtes. 1964 erfolgte hier der Durchschlag.
1965 kam es zu einem Brand im Grubenfeld der Glückauf-Schachtes. Das Feld musste daraufhin aufgegeben werden. Der Querschlag 17 und der Gesteinsberg 14 wurden hermetisch abgeriegelt.
Um die begrenzten Kohlevorräte zu erweitern wurde ab dem 1. Juni 1963 versuchsweise das 3. Flöz mit Mächtigkeiten von 0,60 bis 1,20 m bebaut. Im 1. Flöz wurde der Abbau nach Erschöpfung der Vorräte im Juli 1966 eingestellt.
Zur Erschließung des durch Bohrungen erkundeten Bannewitzer Nordostfeldes, das aufgrund seiner Erzführung für die SDAG Wismut interessant war, wurde 1965 mit der Auffahrung des Querschlages 20 begonnen. Der Querschlag zweigt am Querschlag 12 ab und führt in einem Bogen nördlich des Marienschachtes vorbei. In den Planungen war die Teufe des Schachtes 9 im Bereich der Nöthnitzer Straße in Bannewitz vorgesehen. Diese Schachtteufe wurde aber nicht ausgeführt, da die kohleführenden Schichten schon vorher auskeilten. Ab Oktober 1966 begann hier unterhalb des Querschlages 20 der Abbau des bis 2 m mächtigen 5. Flözes.

## Das Elbstollnprojekt
Auf Anforderung der Wasserwirtschaft Dresden stellt der VEB Willi Agatz am 9. Februar 1961 ein Projekt zur Wassergewinnung aus dem Tiefen Elbstolln im Bereich des 5. Lichtloches an der Steinbacher Straße in Dresden-Leutewitz vor. Es beinhaltet die Auffahrung einer 120 m langen Fallstrecke im Winkel von 20°. Im Stollniveau sollte eine 4 m lange Strecke und ein 6 m langer Pumpenraum aufgefahren werden. Die Fallstrecke wird mit Schienen zum Transport der Pumpen und einer Treppe ausgerüstet. Die Stollnmauerung sollte an der Durchbruchsstelle verstärkt werden. Die Betriebsdauer wurde mit 20 Jahren veranschlagt. Das Projekt wurde nicht ausgeführt.